# Dennis Lehane
Dennis Lehane, född 4 augusti 1965 i Boston i Massachusetts, är en amerikansk roman- och filmmanusförfattare. Han är mest känd som författare av kriminal- och spänningsromaner, men har även bland annat skrivit noveller och historiska romaner.

## Biografi
Dennis Lehane växte upp i området Dorchester i Boston, Massachusetts. Han arbetade innan författarkarriären bland annat som socialarbetare, lärare och chaufför. Han bor fortfarande i Bostonområdet, där merparten av hans böcker utspelar sig. Hans debut som författare skedde 1994 med romanen En drink före kriget (A Drink Before the War) där han introducerade det Boston-baserade detektivparet Patrick Kenzie och Angela Gennaro. Kenzie och Gennaro kom att vara huvudkaraktärer i ett flertal av Lehanes deckarromaner. Den fjärde romanen om Kenzie och Gennaro, Svart nåd (Prayers for Rain), blev belönat med radioprogrammet Deadlines pris Kaliber för bästa spänningsbok år 2000.
Vid sidan av sitt romanförfattande har Dennis Lehane under 2000-talet även skrivit material för de framstående TV-serierna The Wire, Boardwalk Empire och Bloodline. Han har även skrivit en teaterpjäs, Coronado, som spelats på flera teatrar i USA. Pjäsen är baserad på novellen "Until Gwen", som ingår i hans novellsamling Coronado: Stories från 2006.
Dennis Lehanes genombrott kom med romanen Rött regn (Mystic River, 2001), som också filmatiserades med titeln Mystic River 2003, med Sean Penn i en huvudrollerna och i regi av Clint Eastwood. 2007 filmatiserades romanen Gone, Baby, Gone, med titel Gone Baby Gone, i regi av Ben Affleck, med bland andra brodern Casey Affleck i huvudrollen.
År 2008 gav Dennis Lehane efter flera års skrivande ut den historiska romanen Ett land i gryningen (The Given Day). Även om den rör sig till stor del i polismiljöer, eftersom den skildrar polisstrejken i Boston 1919, så bör den inte kategoriseras som en deckare. Snarare kan den ses som ett större anlagt försök att skildra USA. Romanen fick genomgående ett positivt mottagande.
I februari 2010 hade filmatiseringen av Dennis Lehanes spänningsroman Patient 67 (2003), med romanens originaltitel Shutter Island premiär. Filmen regisserades av Martin Scorsese och huvudrollen spelades av Leonardo Di Caprio.
I november 2010 återkom Dennis Lehane till sina ursprungshjältar Patrick Kenzie och Angela Gennaro, med romanen En mörk välsignelse (Moonlight Mile). De blir efter elva år åter inkopplade för att söka efter samma flicka som försvann i Gone, Baby, Gone (1998), som nu återigen är saknad (nu vid 16 års ålder).
År 2012 gavs den första uppföljaren till Ett land i gryningen ut, Nattens dåd (Live by Night). 2015 kom den tredje boken i bokserien, Den värld som var vår (World Gone By).
År 2017 utkom Since We Fell, svensk titel En äkta man (2017, översättning Johan Nilsson). Den beskrevs i SvD av Magnus Persson som en bok med temat kärlek med dunkla motiv, med en kombination av lågintensiv och febrig psykologisk realism som glider över i klassisk hårdkokt kriminalfiktion, där Lehane strålande behärskar båda formaten.

## Filmografi
| År        | Titel            | Typ      | Roll                                                       |
| --------- | ---------------- | -------- | ---------------------------------------------------------- |
| 2003      | Mystic River     | Film     | Baserad på hans roman                                      |
| 2004–2008 | The Wire         | TV-serie | Manusförfattare, tre avsnitt Roll, ett avsnitt             |
| 2007      | Gone Baby Gone   | Film     | Baserad på hans roman                                      |
| 2010      | Shutter Island   | Film     | Baserad på hans roman och exekutiv producent               |
| 2013      | Boardwalk Empire | TV-serie | Manusförfattare och kreativ konsult, ett avsnitt           |
| 2014      | The Drop         | Film     | Manusförfattare och baserad på hans novell "Animal Rescue" |
| 2016      | Live by Night    | Film     | Baserad på romanen                                         |
| 2017      | Mr. Mercedes     | TV-serie | Manusförfattare och consulting producer, ett avsnitt       |